# Барбер, Чарльз Бертон
Чарльз Бертон Барбер (англ. Charles Burton Barber; 1845—1894) — английский художник, анималист, известен также по изображениям детей в своих картинах.

## Биография
Чарльз Бертон родился в 1845 году в городе Грейт-Ярмут, графство Норфолк. Был старшим сыном Чарльза и Элизабет Барбер, имел двух братьев — Фрэнка и Артура. С 1861 года его семья жила в графстве Беркшир. Известно, что его отец работал декоратором.
Имея художественные способности, Чарльз Бартон три года учился в Королевской академия художеств в Лондоне. В 1864 году за один из рисунков получил серебряную медаль академии.
8 апреля 1875 года молодой художник женился в Лондоне на госпоже Маргарет Уильямс, дочери умершего к тому времени архитектора Уильямса. В их семье было две дочери.
Художник получил в Англии признание ещё при жизни, став почётным членом Королевской академии художеств . Главными темами своего творчества он выбрал анималистический жанр и бытовые картины с животными. Имел успехи в художественном изображении животных, среди которых были лошади и собаки, иногда птицы. Животных, особенно собак, художник наделял человеческими эмоциями. Это подчеркивали и названия его картин — «Дай поиграть», «Личный адвокат» и другие.

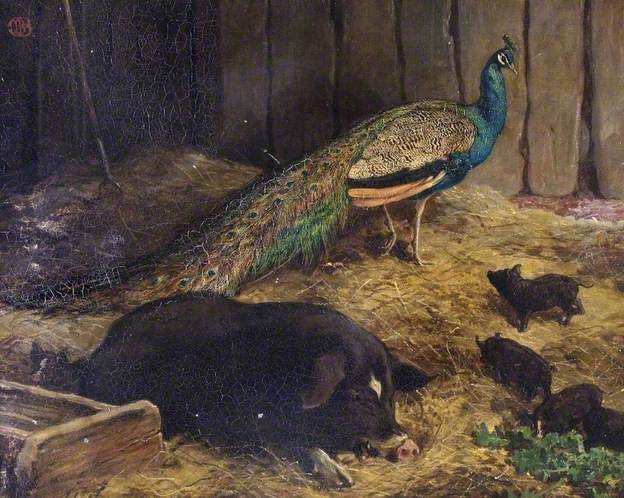
Чарльз Барбер. Красавица и чудовище

Слащавыми и сентиментальными на полотнах Бартона были изображения детей. Эти милые и воспитанные дети из богатых семей показаны в богатых интерьерах. Их как бы не затрагивали ни бедность, ни неуверенность в будущем или тяжелый труд, как тысяч других английских детей времен промышленной революции. Это отмечали даже англичане. На критику художник отвечал, что посвятил собственное творчество изображению животных и детей.
Заказчиками Чарльза Барбера были состоятельные английские семьи. В начале 1890-х годов на его творчество обратила внимание королева Виктория. Искусство художника предоставило ему право на изображение детей и внуков королевской семьи вместе с их животными.
В свое время художник выставлялся в Королевском Институте масляной живописи (Royal Institute of Oil Painters), картинной галерее Уолкера, Манчестерской художественной галерее. Большая часть его картин собрана в художественной галерее Леди Левер в Порт-Санлайт (Port Sunlight).
Художник скончался в 1894 году в возрасте 49 лет в Лондоне.

## Галерея

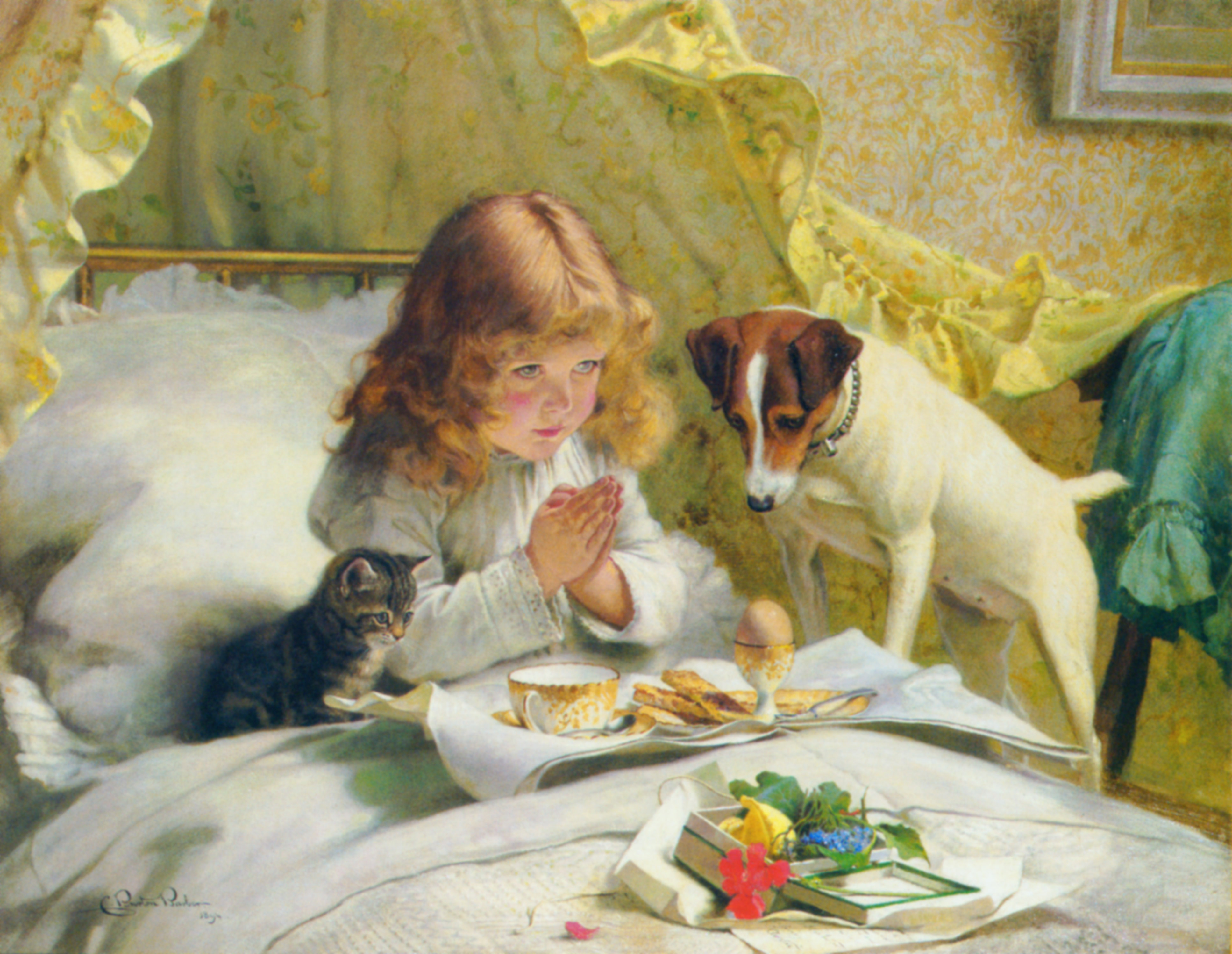
Молитва, 1894
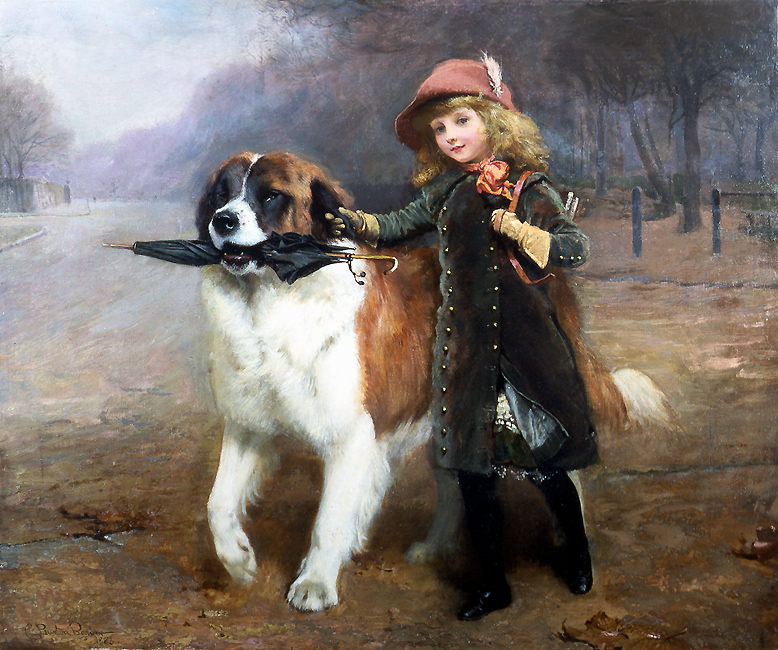
В школу, 1883
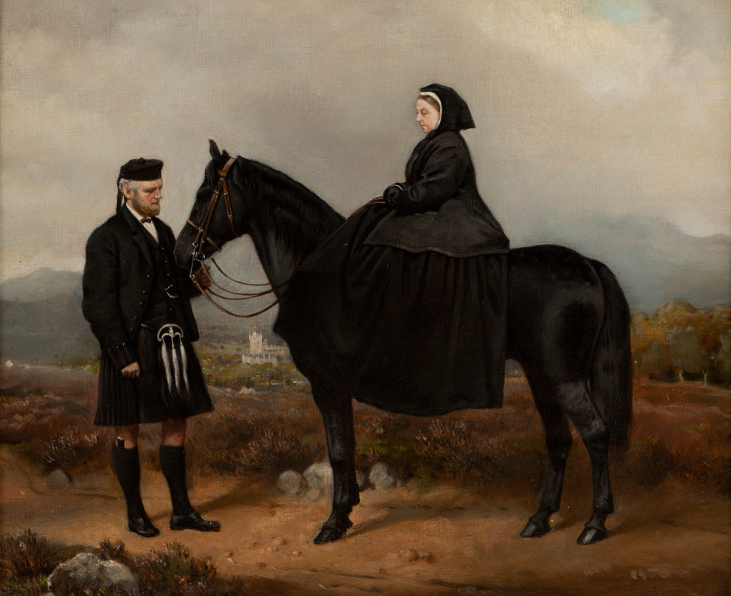
Королева Виктория с Джоном Брауном, 1894
Защитник, 1893